# Marie-Julie de Sainte-Maure
 (février 2011).
Si vous disposez d'ouvrages ou d'articles de référence ou si vous connaissez des sites web de qualité traitant du thème abordé ici, merci de compléter l'article en donnant les références utiles à sa vérifiabilité et en les liant à la section « Notes et références ».
Marie-Julie de Sainte-Maure, duchesse d'Uzès, née le 21 juillet 1646 à l’hôtel de Rambouillet, rue Saint-Thomas-du-Louvre, et morte le 14 avril 1695 à Paris, à l'hôtel de Rambouillet, est une aristocrate française, fille de Charles de Sainte-Maure, duc de Montausier et de Julie d'Angennes. Ses grands-parents maternels sont Charles d'Angennes, marquis de Rambouillet, et Catherine de Vivonne. Elle a pour parrain le duc Antoine III de Gramont et pour marraine Marie-Madeleine de Vignerot de Pontcourlay, duchesse d'Aiguillon.

## Biographie

### Enfance
Tallemant des Réaux la qualifie « d'enfant extraordinaire qui raisonne de tout avec une pénétration extrême ». À dix ans elle a déjà lu tout l'Ancien et le Nouveau Testament.
Présentée à Louis XIV et à la reine Anne d'Autriche en août 1659, elle charme la reine-mère qui invite monsieur de Montausier à suivre la cour pour assister au mariage du roi. Présentée officiellement à la cour en septembre 1660 elle en devient « un des plus beaux ornements ». Il fut dit d'elle: « C'est dommage qu'elle ait les yeux de travers, car elle a la raison bien droite; pour le reste elle est grande et bien faite! »

### Mariage
Elle épouse le 16 mars 1664 Emmanuel II, comte de Crussol, fils de François de Crussol, duc d'Uzès. Ce dernier devait se démettre de ses duché et pairie d'Uzès en faveur de son fils dès 1674. Julie-Marie de Sainte-Maure devient duchesse d'Uzès officiellement le 4 juillet 1680 au décès de son beau-père. Son contrat de mariage fut passé en présence du roi, de la reine, de la reine-mère, de Monseigneur le Dauphin et autres princes et princesses et grands seigneurs de la cour.
Elle assiste en 1666 à la première du Misanthrope dont son père, le duc de Montausier, aurait inspiré à Molière le personnage d'Alceste. Elle fut proche de Monseigneur le Dauphin et de Madame de Montespan. S'étonnant des scrupules religieux de cette dernière, elle reçut de la marquise cette célèbre réponse: « Eh quoi madame! Faut il parce que je fais un mal, que je les fasse tous ? ».
Chargée un temps de la garde robe du Dauphin, Julie-Marie fut réprimandée par le roi pour avoir lancé la mode des vêtements en drap rayé. Louis XIV ne souhaitait pas qu'on portât à Versailles d'autres que ceux, unis, qui étaient alors d'usage.

### Descendance
Emmanuel II de Crussol et Julie-Marie de Sainte-Maure eurent 8 enfants:
- Julie-Françoise (1669-1742) épouse en 1686 de Louis-Antoine de Pardaillan de Gondrin, duc d'Antin (1665-1736), fils de Madame de Montespan, dont postérité;
- Thérèse-Marguerite (1671-1671);
- Louis, marquis de Crussol puis duc d'Uzès (1672-1693) tué à la bataille de Nerwinde, mort sans postérité;
- Louise-Catherine (1674-1694), épouse en 1691 Louis-François-Marie Le Tellier, marquis de Barbezieux, fils de Louvois, dont postérité ;
- Jean-Charles, duc d'Uzès (1675-1739) épouse (1) en 1696, Anne-Hypolite de Grimaldi (1667-1700), fille de Louis, prince de Monaco; épouse (2) en 1706, Anne-Marie de Bullion dont postérité;
- Louis, dit l'abbé d'Uzès (1677-1694), chanoine;
- François, comte d'Uzès (1679-1736) épouse (1) Madeleine Charlotte Pasquier de Franclieu (1675-1713) dont postérité; épouse (2) Marie-Anne Commeau, veuve Bailleul (morte en 1741), sans postérité;
- Félix-Louis dit d'Aymargues (1681-1712) chanoine.

Séparée de son mari dès 1685, elle occupe à la cour de Louis XIV à Versailles un appartement de l'aile des princes donnant à l'angle de la vieille aile du château, aujourd'hui situé derrière la Galerie des Batailles. Mais elle meurt à Paris, à l'hôtel de Rambouillet, le 14 avril 1695. (De façon erronée, Jean Buvat indique dans son Journal de la Régence, que "Madame la duchesse d'Uzès mourut le 14 décembre 1719 de la petite vérole à l'abbaye de Sept-Fonds, âgée de 83 ans." ).